# Theotmar
Theotmar, mort le 4 juillet 907 près de Bratislava (Presbourg), fut archevêque de Salzbourg et abbé du monastère de Saint-Pierre au IXe siècle. Dans la littérature ancienne, il est le plus souvent appelé Dietmar Ier.

## Biographie
Issu d'une famille de vieille noblesse bavaroise, Theotmar était probablement chapelain à la cour de Louis le Germanique († 876), roi carolingien de la Francie orientale. Vers 874, il succédait à l'archevêque Adalbert Ier de Salzbourg. Une de ses premières actions fut de consacrer une nouvelle église à Ptuj dans les domaines de Kocel, le prince de Pannonie.
Sous l'impulsion du roi Carloman de Bavière, il reçut du pape le pallium en novembre 877. Il se rendit à Rome en 880. Sous sa régence, la christianisation de la Pannonie est à peu près stoppée à cause de l'instabilité politique de la région. Finalement, en 907, le margrave Léopold de Bavière décide de combattre l'avancée des Hongrois du duc Arpad à l'aide d'une grande armée. Les Salzbourgeois se joignent à lui. C'est lors de cette campagne que Theotmar ainsi que deux autres évêques et Léopold de Bavière trouvent la mort à la bataille de Presbourg. Cette défaite fut décisive et marque la perte d'influence des archevêques de Salzbourg à l'est des Alpes. Pilgrim Ier fut son successeur.

## Littérature
- Theotmar, sur genealogie-mittelalter.de
- Dopsch, Heinz; Spatzenegger, Hans: Geschichte Salzburgs, Stadt und Land; Pustet, Salzbourg, 1988;  (ISBN 3-7025-0243-2)